# Elpida Karamandi
Elpida Karamandi (ps. Bisera, Nada; ur. 1 stycznia 1920 we Florinie, zm. 3 maja 1942 w Lavcach k. Bitoli) – bojowniczka jugosłowiańskiej partyzantki antyhitlerowskiej, pośmiertnie odznaczona tytułem Bohatera Ludowego Jugosławii.

## Życiorys
Urodzona w greckiej Florinie, wychowała się w Bitoli, dokąd jej matka przeniosła się po powtórnym zamążpójściu. Ukończyła liceum w Bitoli. Już w szkole średniej stała się aktywna politycznie, wyróżniała się w grupie literackiej, czytała i kolportowała ulotki, brała udział w otwartych konfliktach z faszystowską grupą ZBOR. Ta działalność polityczna przyniosła jej popularność wśród postępowej młodzieży Bitoli.
W 1938 r. przyjechała na studia do Belgradu i od razu dołączyła do rewolucyjnego ruchu studenckiego. Wśród studentów, którzy z nim sympatyzowali, było wielu uczniów liceum w Bitoli, których znała i z którymi utrzymywała kontakty. W 1939 r. została przyjęta do Związku Młodzieży Komunistycznej Jugosławii (SKOJ). Była szczególnie aktywna na polu zachęcania młodych kobiet do podejmowania działalności w organizacji.
Tuż po kapitulacji Królestwa Jugosławii, podczas przygotowań do podjęcia walki zbrojnej w Bitoli, w czerwcu 1941 r. wstąpiła do Komunistycznej Partii Jugosławii (KPJ). Była zaangażowana w działalność partii i Związku Komunistycznej Młodzieży Jugosławii. Jej aktywność została zauważona przez kolaboracyjną bułgarską policję. Elpida Karamandi została aresztowana, ale nie przyznała się do stawianych jej zarzutów. Zwolniona z więzienia, pozostawała pod nieoficjalnym nadzorem policyjnym.
W styczniu 1942 r. została członkiem Komitetu Regionalnego SKOJ w Macedonii. Jako że ukrywała się przed policją, nie mogła rozwinąć większej działalności, postanowiła zatem dołączyć do jednego z komunistycznych oddziałów partyzanckich.
W kwietniu 1942 r. wstąpiła do oddziału partyzanckiego Pelister w Bitoli. Już 3 maja 1942 r. oddział ten został wykryty i otoczony przez bułgarską policję i wojsko. Po wielogodzinnej bitwie, w której członkowie oddziału zginęli Elpida Karamandi, ciężko ranna, została wzięta do niewoli. Była torturowana i ostatecznie zmarła.
Dekretem Prezydium Zgromadzenia Narodowego Federalnej Ludowej Republiki Jugosławii z 10 października 1951 roku została pośmiertnie wyróżniona tytułem Ludowego Bohatera Jugosławii. W Bitoli istnieje szkoła podstawowa nosząca jej imię.